# Minzione

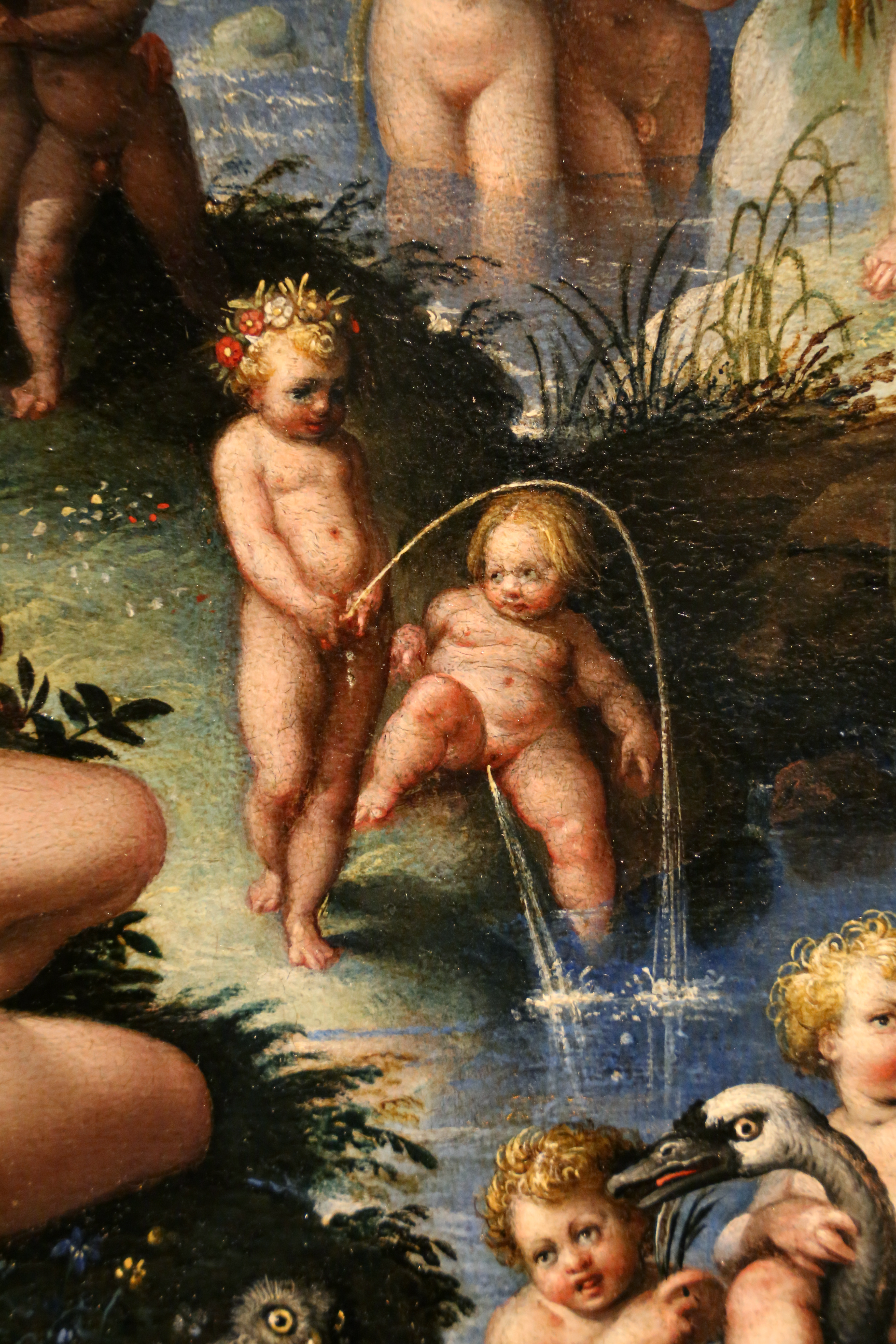
Fanciulli che fanno pipì (dettaglio da L'età dell'oro di Jacopo Zucchi, 1576)

La minzione è l'insieme degli atti fisiologici, volontari e involontari, che determinano l'espulsione dell'urina contenuta nella vescica attraverso l'uretra.

## Etimologia
Il termine risale al tardo latino, risultando una derivazione di «minctio-onis» che a sua volta deriva da mingĕre, cioè «urinare».

## Descrizione

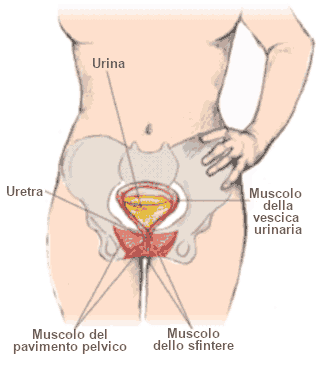
Illustrazione dell'apparato urinario umano

Lo svuotamento vescicale è dovuto alla contrazione del muscolo detrusore, coordinato con il rilasciamento di due strutture sfinteriali: lo sfintere del trigono o sfintere interno e lo sfintere uro-genitale o sfintere esterno. Lo stimolo urinario è percepito in basso nella zona pelvica e, solo negli uomini, alla base dell'uretra o del pene.
La minzione è essenzialmente un atto riflesso, in cui lo stimolo scatenante è rappresentato dalla distensione dell'organo vescicale oltre certi limiti in seguito all'aumento del contenuto urinario. In condizioni normali la muscolatura della parete vescicale si contrae quando la pressione intracavitaria abbia raggiunto 16–18 cm di H2O, corrispondente a un volume urinario di circa 400 ml: in tali circostanze la minzione può essere volontariamente impedita dall'intervento cosciente della corteccia cerebrale che tramite il nervo pudendo esterno, invia impulsi eccitatori (anti-minzione) allo sfintere uro-genitale. 
Grazie a questo meccanismo è possibile trattenere volontariamente l'urina in vescica fino a volumi urinari dell'ordine di 600-800 ml. Al di sopra di questi valori il riflesso della minzione diventa incoercibile e lo svuotamento della vescica avviene automaticamente, senza possibilità di controllo volontario.
Il controllo corticale della minzione richiede un'adeguata maturazione del sistema nervoso: nei lattanti, infatti, la minzione è un atto involontario e incosciente, che si verifica con meccanismo puramente riflesso; il controllo volontario dello sfintere vescicale ha inizio in media all'età di due anni e mezzo. Le bambine sviluppano questa capacità più precocemente rispetto ai bambini.
Nello specifico l'atto della minzione è regolato dal sistema nervoso autonomo. Il sistema nervoso simpatico agisce da inibitore del detrusore e da eccitatore dello sfintere interno, inducendo quindi un blocco della minzione. Viceversa, il processo di attivazione è regolato dal sistema nervoso parasimpatico che ha un'azione antagonista sui due muscoli. Vi è poi un contributo volontario che per il tramite dei motoneuroni somatici del nucleo di Onuf (corna anteriori del midollo spinale) vanno a gestire l'eccitazione dello sfintere esterno. Anche la muscolatura addominale dovrà contrarsi affinché il processo avvenga.

## Valori
Non vi è alcuna differenza tra uomini e donne per quanto riguarda lo stimolo minzionale, come mostrano tutte le ricerche. Sembrerebbe, però, che le donne inizino a sentire la pienezza vescicale più tardi rispetto agli uomini (cioè a volumi maggiori), dal momento che la vescica femminile è di forma sferica, e dunque sottoposta ad una pressione minore; la vescica maschile è invece più allungata, e percepisce un po' prima il riempimento. Anche la presenza della prostata, che occupa naturalmente un certo volume, sembrerebbe influenzare un poco la sensibilità.
Le analisi effettuate mostrano, infatti, che il primo segnale di riempimento (formicolio appena percettibile, diverso dallo stimolo) è avvertito a 244 ml per la vescica femminile e 186 ml per quella maschile, senza nessuna particolare variabilità da individuo a individuo, dal momento che questo dato dipende solo dal controllo nervoso e non dalle dimensioni della vescica. Il desiderio vero e proprio di urinare (lo stimolo, noto anche come "urgenza 2") si manifesta invece attorno ai 310 ml per le donne e ai 270 ml per gli uomini, con una minima variabilità legata ai fattori ambientali, come il freddo o l'umidità.
Infine, quando la vescica è riempita per buona parte (400 ml approssimativi per entrambi i sessi, leggermente superiore nelle femmine) lo stimolo diventa meno sopportabile e inizia l'urgenza vera e propria. Le persone tendono però a liberarsi prima se vi è un bagno a disposizione, con un volume medio svuotato pari a 382 ml per le donne e 346 ml per gli uomini. Le analisi condotte, inoltre, tendono a indicare che le donne svuotino la vescica con classi di urgenza minimamente più basse rispetto agli uomini, avendone quindi un po' meno necessità (ponendo l'urgenza da 0 a 4, le donne tendono a svuotare quando lo stimolo arriva a 2,3 e gli uomini a 2,5).
Per quanto riguarda infine la capacità cistometrica massima (cioè il volume oltre cui la vescica si svuota involontariamente), essa varia in modo percepibile a seconda dell'individuo, senza nessuna differenza legata al sesso, e si colloca tra i 700 e gli 800 ml. Questa capacità può essere in minor parte aumentata con l'esercizio e l'allenamento. In gravi casi di ritenzione acuta, è stato dimostrato che la vescica può contenere tra i 4500 e i 5000 ml di urina prima di rompersi.
La quantità giornaliera di minzioni varia relativamente da persona a persona, anche perché la diuresi (quantità di urina prodotta) differisce per ciascuno, dipendendo da molteplici fattori. Di norma la diuresi, a parità di liquidi assunti, è molto superiore nelle donne, questo perché gli uomini traspirano in media più volumi e assorbono più acqua, dal momento che il loro corpo ne contiene una quantità sensibilmente maggiore (80% contro il 60%, come denota la densità corporea). In media il numero di minzioni in un individuo di almeno 14 anni va dalle quattro alle sei (o sette) volte al giorno per 1500-2500 ml di urina totali espulsi; sette (od otto) minzioni diurne o più di una minzione notturna sono considerate sintomi di iperattività vescicale. Anche se non esiste una definizione precisa, si tende a parlare di iperattività vescicale marcata quando il primo segnale di riempimento è percepito a 150 ml o meno e il primo stimolo sotto i 200 ml, e/o quando il volume urinato scende sotto i 300 ml. Gli studiosi raccomandano, per tenere la vescica in allenamento, di svuotare perlomeno 400 ml ogni volta, anche se l'utilità effettiva di questo consiglio è dibattuta.
Un caso particolare da analizzare è la minzione notturna (nicturia), che colpisce oltre l'86% degli uomini sopra i 50 anni. Di norma, essa non deve avvenire nei giovani e nelle donne, ma negli uomini anziani è considerata normale purché il numero di minzioni non superi le 2 (o 3) volte per 8 h di sonno. Le cause principali del disturbo sono, oltre all'indebolimento della vescica, problemi alla prostata o alle vescicole seminali, che quasi sempre si ripercuotono sulla vescica stessa.
Per quanto riguarda invece il volume svuotato al risveglio o di notte, esso è di norma maggiore a quello urinato di giorno, ma non vi sono dati certi. Le indagini effettuate tendono a indicare un volume medio, per la prima minzione del mattino, pari a 602 ml nelle donne e a 565 ml negli uomini. Dal momento che il sonno inibisce lo stimolo, però, è possibile che la vescica accumuli quantità anche maggiori prima di indurre il risveglio, dell'ordine di 700-800 ml. Si tende a considerare 800 ml come il massimo volume trattenibile autonomamente (per entrambi i sessi, sia di giorno che di notte): oltre, è probabile che il riflesso incondizionato provochi lo svuotamento automatico e improrogabile dell'organo.
Le donne incinte, alcuni diabetici e gli uomini oltre i 50 anni o con iperplasia prostatica benigna visitano il bagno molto più spesso. Inoltre, gli uomini con prostatite, vesiculite e vescica neurologica potrebbero avvertire la sensazione di non svuotare completamente o del tutto la vescica anche se non vi è ritenzione.
Dalle analisi coinvolte, emerge che un ridotto residuo di urina in vescica è perfettamente normale, soprattutto con l'aumentare dell'età ma anche nei giovani. Non si tratterebbe, dunque, di ritenzione se il volume rimasto è relativamente esiguo o dovuto al fatto che la persona ha volutamente evitato di espellere tutto il contenuto, "spingendo" a fondo. Secondo gli esperti, un volume residuo di 100 ml al massimo è accettabile, ma solo se il paziente non ha completato l'espulsione volutamente; se, alla richiesta da parte del medico di svuotare il volume rimasto, il paziente non ci riesce, allora la condizione richiede ulteriori accertamenti, pur non classificandosi ancora come "ritenzione". Un volume residuo di 50 ml, invece, è considerato perfettamente normale e non è fonte di alcun problema. Spesso la vescica non viene svuotata in modo del tutto completo perché il paziente non percepisce il volume rimasto, dal momento che la vescica non invia alcun segnale di riempimento prima dei 270-310 ml. Negli anziani la debolezza muscolare e la prostata ingrossata possono essere la causa di svuotamento incompleto.

## Minzione fetale
Il feto urina a intervalli regolari di circa un'ora. In questo modo si forma il liquido amniotico che a sua volta è riciclato con la deglutizione fetale. Il tratto gastroenterico del feto provvede quindi al suo riassorbimento.

## Disturbi della minzione
Tra i vari disturbi accusabili all'atto della minzione vi sono:
- Anuria: espulsione di una quantità di urina inferiore a 100 ml in 24 ore
- Disuria: la minzione risulta difficoltosa
- Ematuria: presenza di sangue nell'urina
- Enuresi: rilascio involontario dell'urina
- Glicosuria: presenza di zuccheri nell'urina
- Incontinenza urinaria: incapacità di trattenere l'urina nella vescica
- Nicturia: necessità di urinare durante il riposo notturno
- Oliguria: espulsione di una quantità di urina inferiore a 400 ml in 24 ore
- Piuria: presenza di pus nell'urina
- Pollachiuria: necessità impellente e continua di urinare
- Poliuria: espulsione di una quantità di urina superiore a 2500 ml (2,5 litri) in 24 ore[47]
- Ritenzione urinaria: incapacità di svuotare completamente la vescica
- Spermaturia: presenza di sperma nell'urina
- Stranguria: minzione lenta e dolorosa